# Абдрахманов, Габдрашит Султанович
Габдрашит Султанович Абдрахманов (род. 24 декабря 1936, Мелекесс, Куйбышевская область) — советский, российский татарстанский учёный, нефтяник и педагог.
Доктор технических наук (1990), профессор (1992), членкор Российской академии естественных наук (1996), действительный член РАЕН (2003).
Заслуженный изобретатель РСФСР (1991), Заслуженный деятель науки и техники Республики Татарстан (1996), лауреат Государственной премии Республики Татарстан в области науки и техники (2006). Награждён орденом Трудового Красного Знамени (1981) и орденом «За доблестный труд» (2025), четырьмя золотыми и четырьмя серебряными медалями ВДНХ СССР (1967-1989), дипломом и памятной медалью Академии «Автору научного открытия» (1999), почётной серебряной медалью В.И. Вернадского (2006), медалью «В ознаменование добычи трёхмиллиардной тонны нефти Татарстана» (2007), почётной медалью Академии «За Заслуги в деле возрождения науки и экономики России» (2014).
Научная деятельность связана с Татарским нефтяным научно-исследовательском институтом (ТатНИИ), в дальнейшем получивший наименование Татарский научно-исследовательский и проектный институт нефти (ТатНИПИнефть). Создал научную школу, трудами которой впервые в международной практике доказана возможность строительства скважин упрощённой конструкции с применением расширяемых в поперечном сечении обсадных труб вместо телескопически располагаемых промежуточных колонн.
Проходил срочную воинскую службу в Военно-Воздушных Силах СССР (1955—1957).

## Образование
- 1955 — Ишимбайский нефтяной техникум, специальность «бурение нефтяных и газовых скважин»;
- 1964 (заочно) — Московский институт нефтехимической и газовой промышленности им. И.М.Губкина, специальность «разработка нефтяных и газовых месторождений», квалификация — горный инженер.
- 1970 — Аспирантура в Уфимском нефтяном институте, кандидатская .